# Moumoon
moumoon (jap. ムームーン, Mūmūn) ist ein japanisches Musikduo bestehend aus den Mitgliedern YUKA (Gesang) und Kōsuke Masaki (Gitarre). Für seine Lieder arbeitet das Duo auch mit vielen weiteren Studio-Musikern zusammen.
Der Bandname moumoon setzt sich aus dem französischen Wort mou (weich) und dem englischen moon (Mond) zusammen. Auch die japanische Übersetzung des Bandnamens Yawarakai Tsuki (やわらかい月) wird vor allem für Promotion und Konzerte verwendet. Der Musikstil der Band lässt sich am ehesten als Pop-Rock beschreiben.

## Mitglieder

### YUKA
YUKA (* 3. Dezember 1985) schreibt die Texte der Songs und ist die Sängerin von moumoon. YUKA ist ein Künstlername. Ihren richtigen Namen hat sie bisher noch nicht preisgegeben. Sie wuchs in Tokio als Tochter einer Musiklehrerin auf. Von ihrem Vater lernte sie bereits früh Geige zu spielen, wodurch sie zu einem Mitglied des Orchesters ihrer Schule wurde. Mit 16 lebte sie für ein Jahr in Chicago und besuchte dort die Schule. Nach ihrer Rückkehr nach Japan begann sie Musik zu studieren.

### Kōsuke Masaki
Kōsuke Masaki (柾 昊佑, Masaki Kōsuke, * 22. Juni 1977) zeichnet für die Komposition und das Arrangement der Songs von moumoon verantwortlich und spielt zudem die Gitarre. Bereits mit 13 hatte er seine erste Band, in der er an der Gitarre spielte. Auch Kōsuke lebte einige Zeit in den USA und studierte anschließend ebenfalls Musik. Seitdem arbeitet er vor allem auch als Produzent.

## Bandgeschichte
Das Duo lernte sich im Sommer 2004 über einen gemeinsamen Freund kennen und macht seit 2005 zusammen Musik. Die ersten Auftritte vor Publikum hatten die beiden im Oktober 2005 in einem Club in Omotesando (Tokio). 2006 wurden moumoon vom Independent-Label GATE RECORDS unter Vertrag genommen und veröffentlichten im Juli desselben Jahres ihre erste Single Flowers/pride. Im September erschien schließlich ein erstes Minialbum Flowers, das dem Duo größere Bekanntheit verschaffte.
Im darauffolgenden Jahr wurde die Band in das japanische Major-Label avex trax aufgenommen, unter dem das zweite Minialbum love me? im August 2007 erschien. Seitdem geben moumoon regelmäßig an jedem Vollmondtag an verschiedenen Orten in Tokio Konzerte (darunter auch Open-Air-Konzerte) unter dem Motto Fullmoon Live. Im Dezember wurde dann die erste Major-Single Do you remember? veröffentlicht, die es bis in die Top 100 der japanischen Oricon-Charts schaffte.
2008 ging es für die Band mit der zweiten Single Tiny Star weiter, die am 4. Juni erschien und bereits den 47. Platz der Oricon-Charts erreichen konnte. Im Sommer bekamen moumoon erstmals die Gelegenheit bei der jährlichen a-nation Tour ihres Labels Avex vor größerem Publikum aufzutreten. Insgesamt gab das Duo drei Konzerte vor jeweils mehr als 20.000 Zuschauern. Am 15. Oktober erschien moumoons dritte Single more than love, gefolgt vom ersten vollen Studioalbum der Band am 12. November, das den Titel moumoon trägt. Das Album konnte in der ersten Verkaufswoche den 32. Platz der Oricon-Charts belegen.
Im Februar 2009 brachte das Duo dann seine vierte Single EVERGREEN heraus. Das Lied wurde als Titelsong des Films Kafu wo Machiwabite verwendet. Später am 1. und 10. Mai gaben moumoon im Zuge ihrer FULLMOON LIVE 2009 Tour ihre bisher größten eigenen Konzerte jeweils in Ōsaka und Tokio. Das Tokio-Konzert wurde wenige Tage darauf vollständig vom japanischen Musik-Sender m-on TV ausgestrahlt. Später erschienen außerdem die fünfte Single On the right und die sechste Single Aoi Tsuki to Ambivalence na Ai, sowie die Download Single Destiny, die als Titellied für die zweiteilige Fernsehserie Koishigure diente.
Im März 2010 wurde von der Band ein weiteres Minialbum mit dem Titel Refrain veröffentlicht. Am 12. Mai folgte die siebte Single Sunshine Girl, die für eine große Werbekampagne des japanischen Kosmetikherstellers Shiseido verwendet wurde. Dadurch erhielt das Lied große Aufmerksamkeit und die Single schaffte es in der zweiten Verkaufswoche sogar in die Top 10 der Oricon-Charts. Der Erfolg von Sunshine Girl verhalf auch dem im darauffolgenden Juli veröffentlichten Minialbum SPARK zu einem großen Chart-Erfolg. Seither veröffentlichte die Band eine Reihe von weiteren Singles und Studioalben.

## Diskografie

### Alben
| Jahr | Titel                                | Höchstplatzierung, Gesamtwochen, AuszeichnungChartsChartplatzierungen (Jahr, Titel, Platzierungen, Wochen, Auszeichnungen, Anmerkungen) | Anmerkungen                                                |
| Jahr | Titel                                | JP | Anmerkungen                                                |
| ---- | ------------------------------------ | --- | ---------------------------------------------------------- |
| 2006 | Flowers                              | JP63 (6 Wo.)JP | Erstveröffentlichung: 6. September 2006 Verkäufe JP: 8.644 |
| 2007 | Love Me?                             | JP84 (4 Wo.)JP | Erstveröffentlichung: 22. August 2007 Verkäufe JP: 4.854   |
| 2008 | Moumoon                              | JP32 (3 Wo.)JP | Erstveröffentlichung: 12. November 2008 Verkäufe JP: 4.832 |
| 2010 | Refrain                              | JP66 (2 Wo.)JP | Erstveröffentlichung: 24. März 2010 Verkäufe JP: 2.692     |
| 2010 | Spark                                | JP7 (15 Wo.)JP | Erstveröffentlichung: 7. Juli 2010 Verkäufe JP: 57.756     |
| 2011 | 15 Doors                             | JP8 (15 Wo.)JP | Erstveröffentlichung: 2. März 2011 Verkäufe JP: 29.401     |
| 2012 | No Night Land                        | JP9 (8 Wo.)JP | Erstveröffentlichung: 8. Februar 2012 Verkäufe JP: 15.846  |
| 2013 | Pain Killer                          | JP12 (4 Wo.)JP | Erstveröffentlichung: 30. Januar 2013 Verkäufe JP: 8.557   |
| 2014 | Love Before We Die                   | JP15 (4 Wo.)JP | Erstveröffentlichung: 29. Januar 2014 Verkäufe JP: 7.411   |
| 2014 | Ice Candy                            | JP29 (3 Wo.)JP | Erstveröffentlichung: 18. Juni 2014 Verkäufe JP: 4.635     |
| 2015 | It’s Our Time                        | JP8 (4 Wo.)JP | Erstveröffentlichung: 12. August 2015                      |
| 2017 | Moumoon Best -Fullmoon-              | JP26 (3 Wo.)JP | Erstveröffentlichung: 22. März 2017                        |
| 2017 | Moumoon Acoustic Selection -Acomoon- | JP21 (2 Wo.)JP | Erstveröffentlichung: 4. Oktober 2017                      |
| 2018 | Flyways                              | JP23 (2 Wo.)JP | Erstveröffentlichung: 14. März 2018 Verkäufe JP: 3.075     |
| 2019 | Newmoon                              | JP23 (2 Wo.)JP | Erstveröffentlichung: 6. März 2019                         |

### Singles
| Jahr | Titel Album                                                   | Höchstplatzierung, Gesamtwochen, AuszeichnungChartsChartplatzierungen (Jahr, Titel, Album, Platzierungen, Wochen, Auszeichnungen, Anmerkungen) | Anmerkungen                                                 |
| Jahr | Titel Album                                                   | JP | Anmerkungen                                                 |
| ---- | ------------------------------------------------------------- | --- | ----------------------------------------------------------- |
| 2006 | Flowers / Pride –                                             | JP106 (5 Wo.)JP | Erstveröffentlichung: 26. Juli 2006                         |
| 2007 | Do You Remember? –                                            | JP83 (7 Wo.)JP | Erstveröffentlichung: 5. Dezember 2007 Verkäufe JP: 5.096   |
| 2008 | Tiny Star –                                                   | JP47 (3 Wo.)JP | Erstveröffentlichung: 4. Juni 2008 Verkäufe JP: 3.225       |
| 2008 | More Than Love –                                              | JP49 (2 Wo.)JP | Erstveröffentlichung: 15. Oktober 2008 Verkäufe JP: 2.254   |
| 2009 | Evergreen –                                                   | JP54 (2 Wo.)JP | Erstveröffentlichung: 25. Februar 2009 Verkäufe JP: 2.506   |
| 2009 | On the Right –                                                | JP50 (1 Wo.)JP | Erstveröffentlichung: 22. Juli 2009 Verkäufe JP: 1.958      |
| 2009 | Destiny –                                                     | — | Erstveröffentlichung: 16. September 2009                    |
| 2009 | Aoi Tsuki to Ambivalence na Ai (青い月とアンビバレンスな愛) – | JP36 (2 Wo.)JP | Erstveröffentlichung: 25. November 2009 Verkäufe JP: 2.810  |
| 2010 | Sunshine Girl –                                               | JP10 ×2Doppelplatin (Digital) + Doppelplatin (Klingelton) · (9 Wo.)JP                                                                          | Erstveröffentlichung: 12. Mai 2010 Verkäufe JP: 35.541      |
| 2010 | Let’s Dance In the Moonlight –                                | JP19 (3 Wo.)JP | Erstveröffentlichung: 26. Mai 2010 Verkäufe JP: 8.555       |
| 2010 | Moonlight / Sky High / Yay –                                  | JP18 (8 Wo.)JP | Erstveröffentlichung: 10. November 2010 Verkäufe JP: 11.439 |
| 2010 | My Secret Santa –                                             | JP29 (4 Wo.)JP | Erstveröffentlichung: 1. Dezember 2010 Verkäufe JP: 6.087   |
| 2011 | Chu Chu –                                                     | JP11 Gold (Downloads) · (5 Wo.)JP | Erstveröffentlichung: 3. August 2011 Verkäufe JP: 15.809    |
| 2011 | Uta wo Utaou (うたをうたおう) –                               | JP27 (2 Wo.)JP | Erstveröffentlichung: 14. Dezember 2011 Verkäufe JP: 4.163  |
| 2012 | „Love is Everywhere“ –                                        | JP33 (2 Wo.)JP | Erstveröffentlichung: 14. März 2012 Verkäufe JP: 3.011      |
| 2012 | Wild Child –                                                  | JP24 (3 Wo.)JP | Erstveröffentlichung: 2. Mai 2012 Verkäufe JP: 4.154        |
| 2012 | Hanabi (儚火) –                                               | JP29 (3 Wo.)JP | Erstveröffentlichung: 29. August 2012 Verkäufe JP: 4.409    |
| 2012 | Dreamer Dreamer / Doko e mo Ikanai yo (どこへも行かないよ) –  | JP30 (2 Wo.)JP | Erstveröffentlichung: 12. Dezember 2012 Verkäufe JP: 2.757  |
| 2014 | Jewel –                                                       | JP20 (3 Wo.)JP | Erstveröffentlichung: 8. Mai 2014 Verkäufe JP: 3.389        |
| 2014 | I’m Scarlet –                                                 | JP59 (1 Wo.)JP | Erstveröffentlichung: 27. August 2014                       |
| 2015 | Hello, Shooting-Star –                                        | JP42 (4 Wo.)JP | Erstveröffentlichung: 25. Februar 2015                      |